# Carlos Andrés Sánchez
Pour les articles homonymes, voir Carlos Sánchez.
Carlos Sánchez, né le 2 décembre 1984 à Montevideo, est un footballeur international uruguayen. Il évolue au poste de milieu offensif au CA Peñarol.

## Biographie

### Carrière en club
Carlos Sánchez commence le football au Liverpool FC de Montevideo. En 2009, il rejoint Godoy Cruz, et en 2011 l'équipe de River Plate.
Le 14 novembre 2015, le joueur est recruté par le CF Monterrey.

### Carrière en équipe nationale
Le 14 novembre 2014, Sánchez honore sa première sélection en équipe nationale face au Costa Rica, lors d'un match nul 3 partout entre les deux équipes.
Sánchez fait partie de l'équipe d'Uruguay qui participe à la Copa América 2015. L'Uruguay s'incline en quart de finale face au Chili. Il dispute ensuite la Copa América 2016, où l'Uruguay est éliminée dès le premier tour.
Il inscrit son premier but avec l'Uruguay le 28 mars 2017, contre le Pérou. Ce match perdu 2-1 rentre dans le cadre des éliminatoires du mondial 2018.
Il est ensuite retenu pour disputer la Coupe du monde 2018 qui se déroule en Russie. Auteur de deux passes décisives face à l'Égypte et l'Arabie saoudite, Sánchez y jouera trois matchs.

## Palmarès
River Plate
- Championnat d'Argentine de D2 en 2012
- Vainqueur de la Copa Sudamericana en 2014
- Vainqueur de la Recopa Sudamericana en 2015
- Vainqueur de la Copa Libertadores en 2015

 CF Monterrey
- Vainqueur de l'Apertura de la Copa MX en 2017

## Distinctions personnelles
- Élu meilleur joueur sud-américain de l'année en 2015